# Goejanverwellesluis

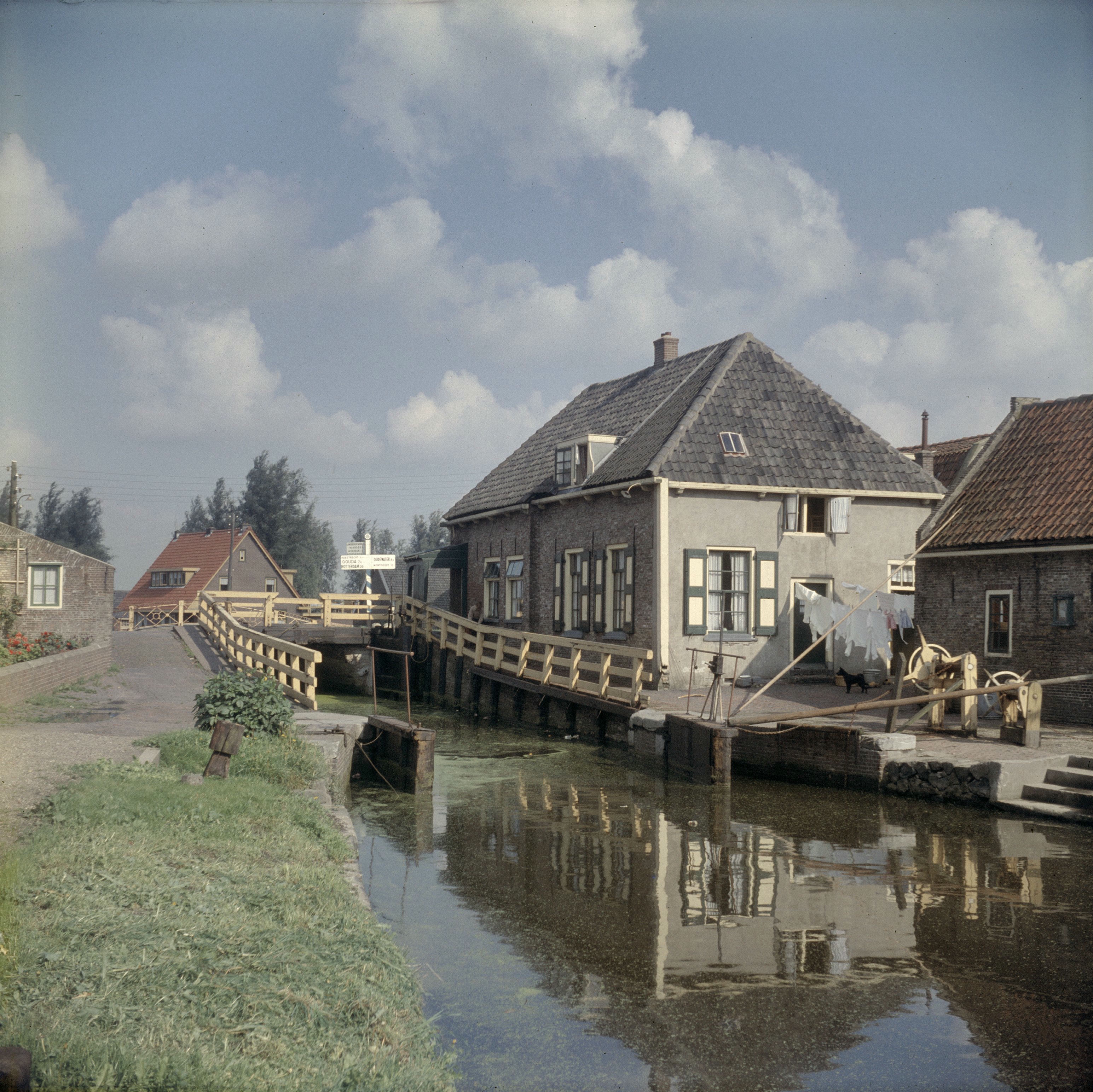
Overzicht van de sluis met de voorgevel en de linker zijgevel van de sluiswachterswoning (1958)

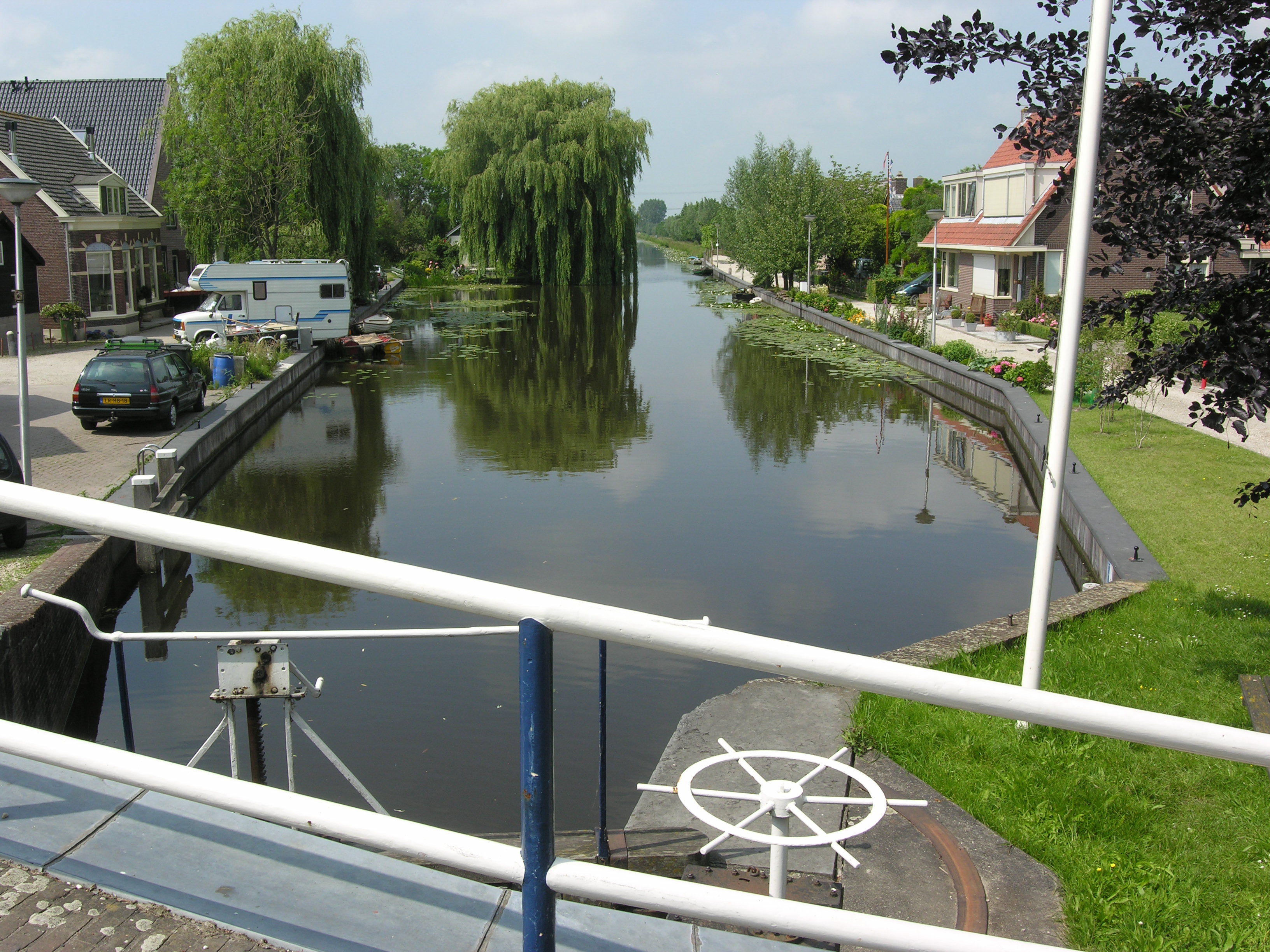
Zicht vanaf de sluis naar het noorden (2007)

De Goejanverwellesluis is een schutsluis met puntdeuren tussen de Hollandsche IJssel en de Dubbele Wiericke bij de buurtschap Goejanverwelle, dat tegen Hekendorp in de gemeente Oudewater aan ligt, in de Nederlandse provincie Zuid-Holland. Het dorp werd bekend in de Nederlandse geschiedenis vanwege de aanhouding bij Goejanverwellesluis.

## Sluis
De schutlengte is 24 tot 33 meter, afhankelijk van de breedte van het schip. De kolkwijdte is 4,40 m, de drempeldiepte zuidzijde is KP -2,63 m, noordzijde KP -1,94 m. Aan de Dubbele Wiericke zijde ligt over de sluis een vaste brug (gewelf) met een hoogte van KP +1,62 m. KP Hollandsche IJssel is NAP +0,33 m, KP binnenkant is Woerdens boezempeil NAP -0,47 m.

## Herkomst van de naam Goejanverwelle
Er bestaan tegenstrijdige verklaringen over de herkomst van de naam Goejanverwelle. De meest plausibele verklaring is, dat de sluis en de gelijknamige dijk hun naam ontleend hebben aan de landeigenaar Goe Jan Verwelle, die hier in het begin van de 15e eeuw woonde.

## Conflict
In de 16e eeuw was er een conflict tussen aan de ene kant de steden Woerden en Oudewater en het Groot-Waterschap Woerden en anderzijds de steden Delft, Gouda en Rotterdam en de polders naast de Dubbele Wiericke over de hoogte van het maalpeil. Vooral Woerden en Oudewater wensten een hoger peil om doorvaart van grotere schepen mogelijk te maken. De andere partijen verzetten zich hiertegen en werden door de Grote Raad van Mechelen in het gelijk gesteld. Toch kregen Woerden en Oudewater in 1558 alsnog hun zin: het waterpeil werd verhoogd en de Goejanverwellesluis kreeg daarop zijn huidige vorm.
- Rijksmonument: 14131
- Virtual International Authority File: 245449094